# Ribesalbes
Ribesalbes – gmina w Hiszpanii, w prowincji Castellón, w Walencji, o powierzchni 8,55 km². W 2011 roku gmina liczyła 1317 mieszkańców.